# Verzorgingsplaats Spuitendonk
Verzorgingsplaats Spuitendonk is een Nederlandse verzorgingsplaats, gelegen aan de noordwestzijde van de A58 in de richting Eindhoven-Vlissingen tussen knooppunt De Stok en afrit 25 in de gemeente Roosendaal.
De verzorgingsplaats ligt vlak bij het Spuitendonkse Bos.
Richting Vlissingen: Kriekampen · Brehees · Blaak · Molenheide · Lage Aard · Bremberg · Hoezaar · Spuitendonk · Wouwse Tol Noord · 't Scheld · Vliete · Selnisse
Richting Eindhoven: Arnemuiden · Vliedberg · Voetpomp · Het Rak · Wouwse Tol Zuid · Mastpolder · Liesbos · Hooge Aard · Raakeind · Leikant · Kerkeind · Kloosters